# 79. Reserve-Division (Deutsches Kaiserreich)
Die 79. Reserve-Division war ein Großverband der Preußischen Armee im Ersten Weltkrieg.

## Gliederung

### Kriegsgliederung vom 29. Dezember 1914
- 79. Reserve-Infanterie-Brigade
  - Reserve-Infanterie-Regiment Nr. 261
  - Reserve-Infanterie-Regiment Nr. 262
  - Reserve-Infanterie-Regiment Nr. 263
  - Reserve-Radfahrer-Kompanie Nr. 79
  - Reserve-Kavallerie-Abteilung Nr. 79
- 79. Reserve-Feldartillerie-Brigade
  - Reserve-Feldartillerie-Regiment Nr. 63
  - Reserve-Feldartillerie-Regiment Nr. 64
- Reserve-Pionier-Kompanie Nr. 81

### Kriegsgliederung vom 8. März 1918
- 79. Reserve-Infanterie-Brigade
  - Reserve-Infanterie-Regiment Nr. 261
  - Reserve-Infanterie-Regiment Nr. 262
  - Reserve-Infanterie-Regiment Nr. 263
  - MG-Scharfschützen-Abteilung Nr. 12
  - 3. Eskadron/Husaren-Regiment „Kaiser Franz Josef von Österreich, König von Ungarn“ (Schleswig-Holsteinisches) Nr. 16
- Artillerie-Kommandeur Nr. 79
  - Reserve-Feldartillerie-Regiment Nr. 63
  - II. Bataillon/Lauenburgisches Fußartillerie-Regiment Nr. 20
- Pionier-Bataillon Nr. 379
- Divisions-Nachrichten-Kommandeur Nr. 479

## Geschichte

### Gefechtskalender

#### 1914
- ab 29. Dezember – Aufmarsch der 10. Armee

#### 1915
- bis 1. Februar – Aufmarsch der 10. Armee
- 4. bis 22. Februar – Winterschlacht in Masuren
- 23. Februar bis 6. März – Gefechte am Bobr
- 9. bis 12. März – Gefechte bei Sejny
- 25. bis 30. März – Gefechts bei Krasnopol und Krasne
- 31. März bis 20. Juli – Stellungskämpfe zwischen Augustow, Mariampol und Pilwiszki
- 21. Juli bis 7. August – Kämpfe an der Jesia und bei Wejwery
- 8. bis 18. August – Belagerung von Kowno
- 19. August bis 8. September – Njemen-Schlacht
- 9. September bis 2. Oktober – Schlacht bei Wilna
- ab 3. Oktober – Stellungskämpfe zwischen Krewo-Smorgon-Narotsch-Tweretsch

#### 1916
- bis 30. November – Stellungskämpfe zwischen Krewo-Smorgon-Narotsch-Tweretsch
- 1. bis 5. Dezember – Transport nach dem Westen
- ab 4. Dezember – Reserve der OHL hinter der 6. Armee

#### 1917
- bis 2. Januar – Reserve der OHL hinter der 6. Armee
- 2. Januar bis 13. April – Stellungskämpfe in Flandern und Artois
- 2. bis 13. April – Frühjahrsschlacht bei Arras
- 14. April bis 1. Mai – Stellungskämpfe an der Yser
- 3. bis 20. Mai – Stellungskämpfe in Flandern
- 21. Mai bis 15. Juli – Stellungskämpfe in Flandern und Artois
- 17. bis 30. Juli – Grenzschutz an der belgisch-holländischen Grenze
- 17. Juli bis 17. August – Sommerschlacht in Flandern
- ab 18. August – Kämpfe in der Siegfriedstellung

#### 1918
- bis 31. Januar – Kämpfe in der Siegfriedstellung
- 1. Februar bis 20. März – Kämpfe in der Siegfriedstellung und Vorbereitung für die Große Schlacht in Frankreich
- 21. März bis 6. April – Große Schlacht in Frankreich
- 7. bis 18. April – Kämpfe an der Ancre, Somme und Avre
- 19. bis 29. April – Schlacht um den Kemmel
- 30. April bis 23. Juli – Stellungskrieg in Flandern
- 26. Juli bis 3. August – Bewegliche Abwehrschlacht zwischen Marne und Vesle
- 4. bis 8. August – Stellungskämpfe zwischen Oise und Aisne
- 8. bis 10. August – Abwehrschlacht zwischen Somme und Avre
- 10. August bis 3. September – Abwehrschlacht zwischen Somme und Oise
- 4. bis 18. September – Kämpfe vor der Siegfriedfront
- 19. September bis 9. Oktober – Abwehrschlacht zwischen Cambrai und St. Quentin
- 10. Oktober bis 4. November – Kämpfe vor und in der Hermannstellung
- 5. bis 11. November – Rückzugskämpfe vor der Antwerpen-Maas-Stellung
- ab 12. November – Räumung des besetzten Gebietes und Marsch in die Heimat

## Kommandeure
| Dienstgrad             | Name                 | Datum                                |
| ---------------------- | -------------------- | ------------------------------------ |
| Generalleutnant        | Bernhard Boeß        | 24. Dezember 1914 bis 6. August 1916 |
| General der Infanterie | Ernst von Bacmeister | 07. August 1916 bis 9. März 1918     |
| Generalmajor           | Karl Georg Landauer  | 10. März 1918 bis 5. Februar 1919    |